# Церква Святого Архістратига Михаїла (Капустинці)
Церква Святого Архістратига Михаїла в Капустинцях — парафія і храм греко-католицької громади Збаразького деканату Тернопільсько-Зборівської архієпархії Української греко-католицької церкви в селі Капустинці Тернопільського району Тернопільської области.

## Історія церкви
Релігійна громада в селі існує з XVI століття і в XVIII столітті приєдналася до греко-католицизму, перебуваючи колись у складі парафії с. Красносільці. У 2004 році колишній костел був перебудований на храм завдяки пожертвам парафіян і освячений владикою Михаїлом Сабригою.
Парафія як самостійна одиниця в лоні УГКЦ була утворена у 2000 році, а храм належить громаді з 2004 року. При парафії активно діють Марійська і Вівтарна дружини, а також спільнота «Матері в молитві». На території села встановлена фігура Матері Божої.
У власності парафії є парафіяльний будинок, який вона ділить з колишньою матірною парафією с. Красносільці.

## Парохи
- о. Олег Яриш (з 2000).